# 乌沙科夫海军上将号岸防战列舰
乌沙科夫海军上将号岸防战列舰（俄语：Адмирал Ушаков）为俄罗斯帝国建造的乌沙科夫海军上将级岸防战列舰首舰，归入波羅的海艦隊进行服役。日俄战争期间，俄国海军将本舰编入第二太平洋舰队，并启程前往旅顺港（俄方称亚瑟港），解救被日本海军围困在港内的俄国第一太平洋舰队主力。但在第二太平洋舰队依旧在海上航行时，日军即已攻陷旅顺要塞，第一太平洋舰队已经覆灭；第二太平洋舰队只能将目的地改为俄国在远东的另一个军港符拉迪沃斯托克（中文旧称海参崴）。1905年5月，以逸待劳的日本联合舰队主力在途中对马海峡堵住了劳师远征的第二太平洋舰队，并在对马海峡海战（日方称为日本海海战）中击沉本舰。
本舰舰名来源于費奧多爾·費奧多羅維奇·烏沙科夫，为拿破仑战争时期的著名俄国海军将领。

## 建造背景及概述
十九世纪末，瑞典海军建造了一系列近岸装甲军舰，其设计思路是以斯堪的纳维亚半岛沿岸的峡湾复杂地区为基地进行作战，以猛烈火力摧毁所有靠近的相近吨位的敌人。为了回应瑞典的挑战，1892年，俄国批准建造2艘岸防战列舰。本级采用低干舷外形，吃水浅，故此有“熨斗船”的外号；设计目的是作为近岸炮击，根本就没打算用来远航。
按照当时俄国海军的惯例，军舰的命名由沙皇来决定。1892年9月6日（俄历8月24日），海军部呈递给沙皇亚历山大三世五个候选舰名：“列福尔特海军上将号（俄语：Адмирал Лефорт）”，“奥尔洛夫-切斯缅斯基伯爵号（俄语：Граф Орлов-Чесменский）”，“克罗文海军上将号（俄语：Адмирал Кроун）”，“乌沙科夫海军上将号”以及“谢尼亚文海军上将号”。沙皇最终为本级舰选择了最后两个名字。
本舰的主要火力为两座45倍径254（10英寸）双联装火炮，一前一后。副炮为4门45倍径120（4.7英寸）单装炮。轻型火力包括10门哈奇开斯47毫米3磅速射炮，和12门37毫米炮。舰上还安装有4具381毫米鱼雷发射管，全部位于水线上方。
防护方面，主装甲带厚度254毫米，两端减少为203毫米，下部装甲带厚度为127毫米。司令塔前部装甲为203毫米，后部为152毫米。甲板和中部则是25毫米厚的装甲甲板。火炮方面，炮座和炮塔垂直部分的防护水平为178毫米，顶盖则是38毫米。

## 舰历
1892年初，俄国海军正式下达了订单。7月，圣彼得堡新海军部船厂开始为本舰开展前期准备工作。11月3日（俄历10月22日），船厂正式开始动工兴建本舰，亚历山大三世及皇后玛丽亚·费奥多萝芙娜出席了仪式。1893年初，双层船体和舰体框架建造完毕。5月，开始进行防水测试。8月英国公司完成了蒸汽机的制造，10月拆开打包运往俄国。11月8日（俄历10月27日），本舰下水，沙皇亚历山大三世及皇后玛丽亚·费奥多萝芙娜，以及海军部长齐哈乔夫，阿列克谢·亚历山德洛维奇大公、海军元帅，以及一批其他人员和外国宾客出席了下水仪式。1894年4月底，推进部分完成。7月10日（俄历6月28日）和13日（俄历7月1日），本舰进行海试。由于转向机构有问题，还有一些别的问题，造船厂只好将本舰重新返工一年，1895年8月又再次进行测试。9月本舰顺利完成了12小时测试，录得16.1节航速纪录。10月本舰开始安装主炮炮塔，而火炮本身则要拖延到1897年才安装上去。
1904年底，日俄战争爆发。俄国在远东战况不利，原太平洋舰队旅顺分舰队一直受困于旅顺港内，多番突围均徒劳无功。同年俄国开始抽调波罗的海舰队的舰艇组成第二太平洋舰队，由罗杰斯特文斯基海军中将率领，10月8日（俄历9月25日）起航前往旅顺，企图解救第一太平洋舰队。本级3舰因为只针对波罗的海近海设计，适航性较差，不适合远洋作战，罗杰斯特文斯基一开始并没有将其挑选入自己的队伍。
俄国海军部忧虑第二太平洋舰队实力不够，于是半路上又命令尼古拉·涅鲍加托夫海军少将组成第三太平洋舰队前往支援。这次3艘乌沙科夫海军上将级都随队出征；乌沙科夫海军上将号在战队内序列第4。第二、第三太平洋舰队会合后，第三太平洋舰队改称第三战列舰战队。罗杰斯特文斯基很反感这些设计过时的老舰，将这些难堪大用的老舰称之为“悬挂在我脖子上的磨盘”。
5月27日，当天俄军的作战序列是第一战列舰战队、第二战列舰战队、涅鲍加托夫率领的第三战列舰战队，后面是医院船、运输船、修理船等，由轻型舰艇护卫。在面对日军巡洋舰的侦察压迫时，罗杰斯特文斯基发出了自相矛盾的命令，导致第二战列舰战队脱离了主战列。中午前后东乡平八郎海军中将率领的联合舰队，截住了北上的俄国舰队，对马海峡海战爆发。罗杰斯特文斯基发出命令企图让孤悬在外的第二战列舰战队返回战列，这一命令引起了更大的混乱，航速较快的第二战列舰战队被迫减速，而跟在后面的第三战列舰战队也要为腾出位置而减速甚至停车，俄军战列陷入一片混乱。就在这时候日舰逼近炮击，双方展开混战。第一、第二战列舰战队向日军的战列舰射击，第三战列舰战队则瞄准了日军的装甲巡洋舰，对八雲、淺間、日進造成一定损伤。此后日舰专注于攻击第一、第二战列舰战队，排在队伍末尾的第三战列舰战队射程不够，无甚作为。乌沙科夫海军上将号经过白天的战斗已经受到重创。傍晚时分，此时俄军战列已经凌乱不堪，身负重伤的亚历山大三世号找到并加入了涅鲍加托夫的队列，排在阿普拉克辛海军大将号后方，但不久即受到日军驱逐舰鱼雷攻击沉没。因为此一缘故，乌沙科夫海军上将号在夜间航行时掉队，没有受到日本鱼雷攻击，单独前行。
28日上午，联合舰队在竹岛西南方接受涅鲍加托夫率领的4艘主力舰后，开始着手拖带工作。14:00左右，作业期间日舰磐手发现南方有煤烟接近，立即发出信号通知。15:03磐手、八云两舰展开追击。另一方面，乌沙科夫海军上将号发现日军聚集的大部队，立即掉头向南逃走。17:00过后两艘日舰将距离拉近至1万5000米，并发出劝降信息。17:10第二战队司令島村速雄海军少将下令升起作战旗。17:30磐手距离乌沙科夫海军上将号约9000米时，首先开始炮击，稍后八云加入。乌沙科夫海军上将号奋起反击，并同时转向西面。磐手、八云两舰为了截击乌沙科夫海军上将号而转向西南，同时以左舷火力进行猛烈射击。17:40乌沙科夫海军上将号的反击开始减弱。磐手、八云两舰继续递近射击，18:07乌沙科夫海军上将号升起浓烈的煤烟，从舰艉开始下沉，18:10右倾沉没。沉没位置在隐岐正西约60海里。磐手、八云两舰放下小艇救助乌沙科夫海军上将号的落水者，乘员422人中有339人获救。

## 历任舰长
- 01.1893-09.1893 — 一等海军校官（海军上校） 阿列克谢·阿列克谢耶维奇·比里廖夫（俄语：Бирилёв, Алексей Алексеевич）
- 04.09.1893-23.05.1894 — 军衔不详 亚历山大·瓦西里耶维奇·涅夫拉任（俄语：Невражин, Александр Васильевич）
- 23.05.1894-06.12.1894 — 一等海军校官（海军上校） 亚历山大·尼科拉耶维奇·帕列那戈（俄语：Паренаго, Александр Николаевич）
- 06.12.1894-01.1898 — 一等海军校官（海军上校） 亚历山大·帕夫洛维奇·舍斯塔科沃（俄语：Шестаков, Александр Павлович）
- 01.1898-03.1900 — 一等海军校官（海军上校） 康斯坦丁·马特韦耶维奇·安德列耶夫（俄语：Андреев, Константин Матвеевич）
- 03.1900-09.1902 — 一等海军校官（海军上校） 亚历山大·尼科拉耶维奇·赫拉布罗斯京（俄语：Храбростин, Александр Николаевич）
- 09.1902-12.1904 — 一等海军校官（海军上校） 弗拉基米尔·尼科拉耶维奇·米克卢哈（俄语：Миклуха, Владимир Николаевич）
- 12.1904-01.1905 — 一等海军校官（海军上校） 维托利德·柳德维戈维奇·巴尔希（俄语：Барщ, Витольд Людвигович (и. о.)）
- 12.1904-05.1905 — 一等海军校官（海军上校） 弗拉基米尔·尼科拉耶维奇·米克卢哈（俄语：Миклуха, Владимир Николаевич）

## 同级舰
- 谢尼亚文海军上将号岸防战列舰
- 阿普拉克辛海军大将号岸防战列舰